# 苏利耶·森
苏利耶·森（英語：Surya Sen；1894年3月22日—1934年1月12日）是革命家和著名孟加拉人，他是众多使印度感到自豪的孟加拉人中的一员，他影响了印度独立运动（反对英属印度秩序），他因领导1930年在英属印度诸省孟加拉吉大港市（现属孟加拉国）的吉大港军械库袭击而闻名。森的职业是学校老师，人们普遍称他为“大师达”（Masterda，“da”是孟加拉语中的敬语后缀）。他在1916年受到民族主义理想的影响，那时他还是贝兰普尔学院（Behrampore College）本科学生。 1918年，他被选为印度国民大会党吉大港分区的主席。 他以在印度历史上的杰出表现和努力而着称，他将年轻的青少年吸收为革命者，反对驻扎在吉大港的英国人。然后他们又分道扬镳，虽然他们仍然试图在吉大港驱逐英国人，各种尝试一开始是成功的，但许多最终失败，许多革命者被逮捕，运动于是破产。

## 早年
森于1894年3月22日出生于吉大港市罗赞（Raozan Upazila）属下的诺阿帕拉（Noapara）。他的父亲拉马尼兰詹·森（Ramaniranjan Sen）是一名教师。1916年，他是贝兰普尔学院的本科学生，他从一位老师那里了解到印度的自由运动。他感受到了革命理想的吸引，并加入了革命组织阿努什兰·萨米提。完成学业后，他于1918年返回吉大港，并在
南丹卡南（Nandankanan）国立学校担任数学老师。当时，印度国民大会党是那里最重要的政党。

## 吉大港军械库袭击
1930年4月18日，森带领一群革命者袭击了吉大港的警察和辅助部队的军械库。该计划是精心制作的，包括从军械库夺取武器以及破坏城市通讯系统（包括电话、电报和铁路），从而将吉大港与英属印度诸省其他地区隔离开来。然而，虽然该组织掠夺了武器，但他们没有获得弹药。他们在军械库悬挂了印度国旗，然后逃走了。几天后，革命团体的一大部分在附近的贾拉拉巴德丘陵被英國陸軍逼至绝路。在随后的战斗中，十二名革命者死亡，许多人被捕，有些人设法逃离，其中包括森。

## 逮捕和死亡
森隐藏起来，不断地从一个地方移动到另一个地方。有时候他担任工人、农夫、牧师、家庭工作者，甚至是虔诚的穆斯林。这就是他怎样避免被英国人俘虏。他曾经隐藏在一个名叫内特拉·森（Netra Sen）的人的房子里，但内特拉·森告诉英国人他的藏身处，然后1933年2月警察来抓住他。在内特拉·森可以得到英国人的奖励之前，一位革命者进入他的家用长刀斩杀了他。由于内特拉·森的妻子是苏利耶·森的支持者，她从未透露过杀死内特拉·森的革命者的名字。另一位名叫Tarakeswar Dastidar的革命者也和森一同吊死。他死后被海葬。
他的最后一封信写给他的朋友：“死亡在敲我的门，我的思绪飞向永恒……在这样的愉快，在这样的坟墓里，在如此庄严的时刻，我将留给你什么呢？只有一件事，那就是我的梦想，一个金色的梦想——自由印度的梦想……永远不要忘记1930年4月18日，吉大港东部叛乱的那一天……在你的心之核心写下红色字母，那在印度自由的祭坛上献出生命的爱国者的名字。“

## 流行文化
2010年印度导演Ashutosh Gowariker导演了关于森的生活的电影《Khelein Hum Jee Jaan Sey》，阿彼锡·巴克罕饰演森。 另一部2012年电影《吉大港》（Chittagong），是关于森的军械库袭击的，Bedabrata Pain导演，Manoj Bajpayee饰演主角。.

## 参看
- 大师达·苏利耶·森地铁站